# Vico
Vico (korziško Vicu) je naselje in občina v francoskem departmaju Corse-du-Sud regije - otoka Korzika. Leta 2007 je naselje imelo 932 prebivalcev.

## Geografija
Kraj leži v zahodnem delu otoka Korzike ob rečici Sagone, 50 km severno od središča Ajaccia.

## Uprava
Vico je sedež kantona Deux-Sorru, v katerega so poleg njegove vključene še občine Arbori, Balogna, Coggia, Guagno, Letia, Murzo, Orto, Poggiolo, Renno in Soccia z 2.489 prebivalci.
Kanton Deux-Sorru je sestavni del okrožja Ajaccio.

## Zanimivosti
- Na ozemlju občine se nahaja Torra di Sagone, eden številnih genovskih stolpov, zgrajenih v času Genovske republike; francoski zgodovinski spomenik od leta 1992,
- prazgodovinski menhir Stantara d'Appricciani.